# Antonio Circignani

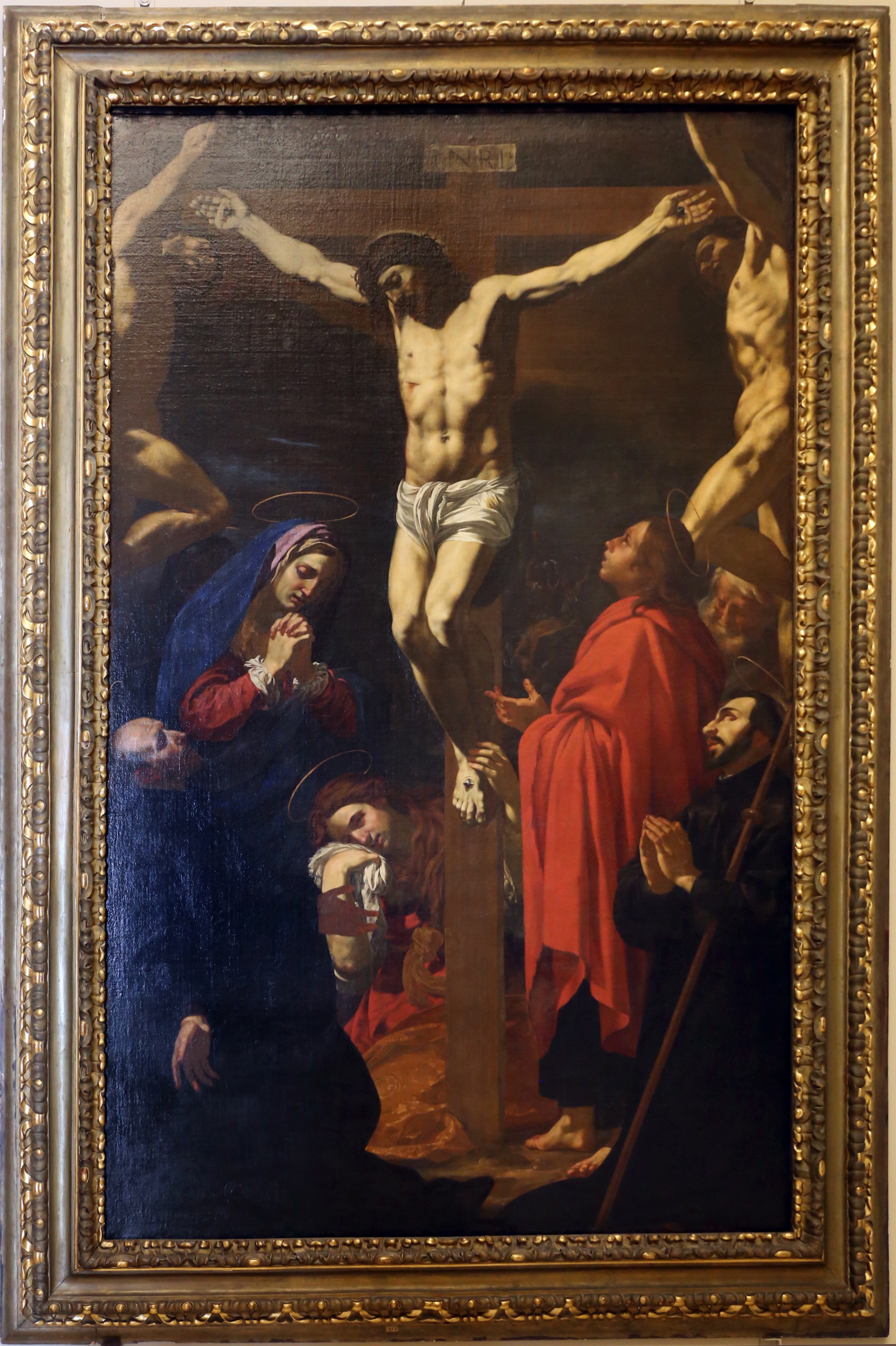
Antonio Circignani il Pomarancio: Kreuzigung mit den Hl. Franz Xaver und Ignatius von Loyola, 1620–21. Pinacoteca di Modena

Antonio Circignani (um 1567 – ca. 1630) war ein italienischer Maler, der wie sein Vater Nicolò Circignani und wie Cristoforo Roncalli ebenfalls il Pomarancio genannt wurde, obwohl er im Gegensatz zu den beiden genannten Malern nicht im Ort Pomarance geboren wurde.

## Leben
Antonio kam in Umbrien bei Città della Pieve um 1567 als erstgeborener Sohn von Nicolò Circignani und dessen Frau Teodora Catalucci zur Welt. Er erlernte die Malerei bei seinem Vater, dem er bei zahlreichen Dekorationen in Rom half. Offiziell wird er als Nicolòs Gehilfe zum ersten Mal 1589 bei der Freskierung der Abtei von Valvisciolo bei Sermoneta erwähnt.
In Città della Pieve heiratete Antonio im Februar 1595 Aurelia di Lodovico Fetti, die ihm im darauffolgenden Jahr ihre erste Tochter gebar. Beim Tode seines Vaters (zwischen Herbst 1597 und März 1599) wurde er dessen Universalerbe und begann seine Laufbahn als eigenständiger Künstler.
Das erste Werk, das Antonio sicher zugeschrieben werden kann, sind die Fresken mit Szenen aus dem Leben Christi für die Kirche Santa Maria della Consolazione in Rom – sie stehen jedoch noch stark unter dem Einfluss seines Vaters. Es folgten Dekorationen in einem Saal und in der Kapelle des Palazzo Antici Mattei (1600), die zwar von Titi 1686 und späteren Kunsthistorikern Cristoforo Roncalli (ebenfalls Pomarancio) zugeschrieben worden waren, die aber 1967–68 durch von Panofsky-Soergel neu entdeckte Dokumente eindeutig als Werk von Antonio Circignani und P. Orsi ausgewiesen werden. In diesen Fresken zeigt er sich (laut Cordaro) beeinflusst von Cavalier d’Arpino und anderen Künstlern, die den späten Manierismus durch Rückbesinnung auf klassischere und schlichtere Formen überwinden halfen.
Diese stilistische Neuorientierung Antonios ist noch deutlicher in der Cappella di Sant’ Aniceto im Palazzo Altemps, wo er an den Wänden Szenen aus dem Leben des Hl. Aniceto und im Presbyterium einen Marienzyklus malte, und Einflüsse von Passignano, Roncalli und dem jungen Orazio Gentileschi verarbeitete. In der Folge tritt dazu eine Auseinandersetzung mit dem Naturalismus, dem Chiaroscuro und den Lichtwirkungen Caravaggios. Dies ist offensichtlich im Altarbild und den Fresken der Cappella di Sant’ Alberto in Santa Maria in Traspontina (ca. 1610–15), wo er den Einfluss Caravaggios „…sogar diskret an die Anforderungen der Wandmalerei anzupassen weiß“.
Diese sind die einzigen eigenständigen und mit Sicherheit von Antonio Circignani geschaffenen Werke in Rom, die noch erhalten sind.
Baglione (1642) erwähnt auch Dekorationen in der Galerie des Kardinals Varallo und im Palazzo Lante, sowie in Sant’Andrea della Valle und im Petersdom, wo er ein Werk seines verstorbenen Namensvetters Cristoforo Roncalli beendete – all diese Malereien sind jedoch verschwunden.
Belegt ist Antonio Circignanis Wirken außerdem in Santa Maria Nuova in Florenz und in Städten wie Narni, Terni, Amelia, Spoleto, Assisi, Sezze, Modena und Urbino.  Die Werke in Umbrien und in den Marken sind bis in die Gegenwart kaum erforscht und entweder nicht bekannt, oder werden zum Teil auch mit den beiden anderen Pomarancios (seines Vaters oder C. Roncallis) verwechselt.
Noch als alter Mann, kurz vor seinem Tode, heiratete Antonio Circignani zum zweiten Mal am 25. Mai 1629 Clementina, eine Tochter des Goldschmieds Antonio Garofolini.
Laut Baglione arbeitete Antonio Circignani auch als Kupferstecher.
Andere bekannte Werke sind:
- Kreuzigung (1620), Pinacoteca Estense in Modena (siehe Abb. oben)
- Grablegung Christi (signiert und datiert mit 1625), Chiesa parrocchiale von Mondaino (bei Rimini).
- Herkules, Galleria Pallavicini, Rom
- Gastmahl in Emmaus, Statens Museum for Kunst, Kopenhagen
- Dekoration des Altare del Gallo in der Kirche Santa Maria delle Grazie, Pistoia.

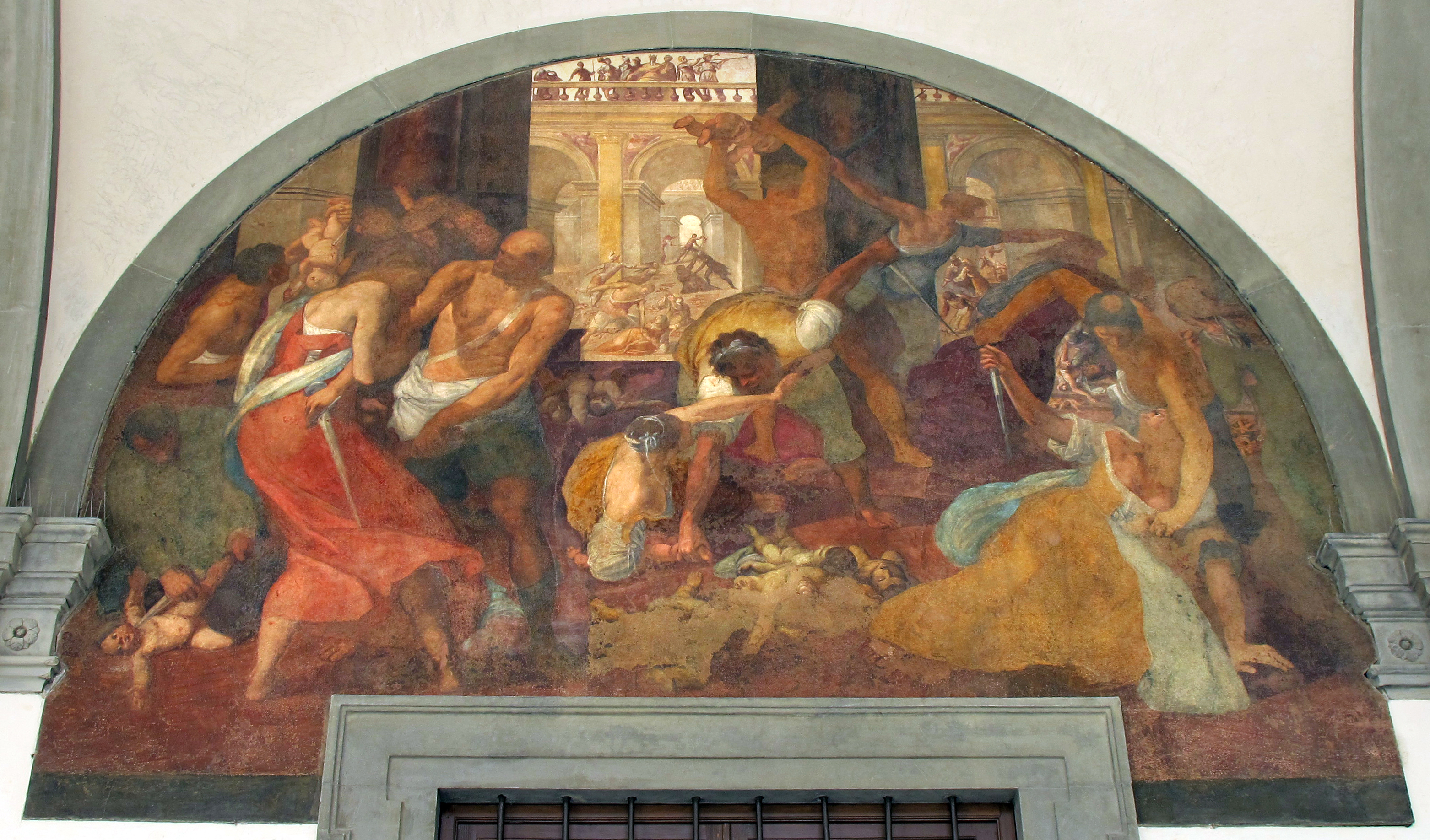
Bethlehemitischer Kindermord, Fresko 1614, Hospital von Santa Maria Nuova, Florenz